# Jiří Adamec (režisér)
Jiří Adamec (* 9. března 1948 Dvůr Králové nad Labem) je český televizní režisér.

## Život
Má za sebou velké množství televizní tvorby. Vystudoval DAMU a hned po ní FAMU a již při studiích na této škole spolupracoval s Československou televizí. Natočil několik seriálů, mezi něž patří Sanitka či dnes úspěšná Pojišťovna štěstí. Věnuje se také tvorbě televizních zábavných a společenských pořadů (především pro TV Nova), jako například Český lev nebo Český slavík.
Herecky se před kamerou uplatnil ve filmech Vím, že jsi vrah (1971) a Na startu je delfín (1974).
V roce 1989 jmenován zasloužilým umělcem.
Je ženatý s bývalou sportovní redaktorkou TV Nova Janou Novákovou. Byl členem KSČ a podepsal také Antichartu.
S první manželkou má tři dospělé děti Marka, Terezku a Kristinu. S druhou manželkou má syna Daniela a dceru Jasmine Annu.

## Režijní filmografie
- O Honzovi a Barušce (1977)
- Paví král (1978)
- Cesta domů (1978)
- Zkoušky z dospělosti (1979)
- Příliš mladí na lásku (1980)
- Princové jsou na draka (1980)
- Mezičas (1981)
- Kvůli mně přestane, (1982)
- Bylo nás šest (1986)
- Sanitka (1984)
- Rodáci (1988)
- Dlouhá míle (1989)
- Chybná diagnóza (1990)
- Pojišťovna štěstí (2004–2009)
- Cesty domů (2010)
- Léto s gentlemanem (2019)